# Ine Stangvik
Ine Karlsen Stangvik (født 4. april 1990 i Oslo) er en norsk håndboldspiller, der spiller for Team Esbjerg. Hun kom til klubben i 2017. Hun har tidligere optrådt for København Håndbold i Danmark, Njård Håndball og Nordstrand Håndball i hjemlandet.